# Паримбетов, Беркимбай Паримбетович
Беркимбай Паримбетович Паримбетов (каз. Беркімбай Пәрімбетов; 11 сентября 1929, Чиилийский район, Кызылординская область, КазССР, СССР — 1996, Алма-Ата, Казахстан) — советский и казахский учёный, государственный и политический деятель. Министр промышленности строительных материалов Казахской ССР (1965—1973), (1979—1984).
Заслуженный строитель Казахской ССР (1973), доктор технических наук (1981), профессор (1991). Академик Международной академии инженеров (1992) и Национальной инженерной академии РК (1992), лауреат премии Совета Министров СССР (1975).

## Биография
Родился 11 сентября 1929 года в селе Алгабас Шиелийского района Кызылординской области.
В 1951 году окончил Казахский химико-технологический институт по специальности «инженер-строитель».
С 1954 по 1965 год — работал научным сотрудником, ответственным специалистом в Академии Наук Казахстана, Академии строительства и архитектуры СССР, Государственном комитете промышленности строительных материалов СССР.
С 1965 по 1973 год — министр промышленности строительных материалов КазССР.
С 1973 по 1979 год — постоянный представитель Совета министров КазССР при Совете Министров СССР.
С 1979 по 1984 год — министр промышленности строительных материалов КазССР.
С 1984 по 1996 год — директор государственного строительного комитета «Казоргтехстрой».

### Депутатская деятельность
С 1967 по 1985 год — депутат Верховного Совета Казахской ССР VII — Х созывов.

### Научные труды
В 1954 году защитил кандидатскую диссертацию.
В 1979 году была выпущена его монография «Строительные материалы из минеральных отходов промышленности», а в 1981 году была осуществлена защита докторской диссертации.
Под его руководством и при его непосредственном участии на Карагандинском цементном заводе организовано производство и освоен выпуск цемента «сухим способом», в КазССР впервые созданы кровельная, керамическая, полимерная, камнеобрабатывающая разделы отрасли промышленности строительных материалов.
В 1991 году присваивается звание профессора по специальности «технология силикатных и тугоплавких неметаллических материалов». В 1992 году был избран действительным членом Международной инженерной академии.
Более 20 лет был членом редколлегии Всесоюзного журнала «Строительные материалы».

## Награды и звания
- 1973 — Заслуженный строитель Казахской ССР
- 1975 — Премия Совета Министров СССР за разработку проекта и строительство Сас-Тюбинского цементного завода.
- Орден Трудового Красного Знамени (трижды)
- Орден «Знак Почёта»
- Медали и др.